# Gheorghe Grâu
Gheorghe Grâu (n. 17 septembrie 1961, Ciucur-Mingir, raionul Cimișlia) este un actor și poet din Republica Moldova.

## Biografie
Gheorghe Grâu s-a născut pe 17 septembrie 1961, în satul Ciucur-Mingir, raionul Cimișlia. Între anii 1980 și 1982 a studiat la Institutul Superior de Teatru „B. Șciukin” din Moscova. Imediat după finalizarea studiilor devine actor la studioul Moldova-Film și joacă unul din rolurile principale în filmul „Ar fi avut o altă soartă” (1982). Filmul i-a adus premiul pentru „Cel mai bun debut” și „Cel mai bun rol masculin” la Festivalul de Film din Chișinău (1983).
Ulterior, în perioada 1985-1988, își continuă studiile la cursul lui Anatolie Romașin de la Universitatea de Cinematografie „S. A. Gherasimov” din Moscova (VGIK). Datorită talentului și frumuseții sale masculine, Gheorghe Grâu a devenit una din vedetele cinematografiei sovietice din anii ’80.
După destrămarea Uniunii Sovietice, a avut puține ocazii să joace în film. Un timp a lucrat la Teatrul Poetic „Alexe Mateevici” și la teatrul de stat „Eugene Ionesco” din Chișinău, ca apoi să dispară din fața publicului. Numele lui Gheorghe Grâu a reapărut în presă abia în 2011, când actorul, ajuns în stradă (încă din 2005), trecea printr-o perioadă dificilă a vieții. Pe 19 iunie 2013, la Cinematograful „Odeon”, tânărul regizor Dima Vutcariov a prezentat scurtmetrajul „În cosmos” cu Gheorghe Grâu în distribuție. În decembrie 2014 el a revenit pe scenă și ca poet, după 15 ani, susținând un recital de poezie proprie.
Gheorghe Grâu are trei copii, un băiat și două fete (inclusiv cunoscuta actiță rusă Leanca Grâu), de la trei soții.

## Filmografie
- „Ar fi avut o altă soartă” (1982)
- „Autobuz singuratic sub ploaie” (1986)
- „Prizonierul misterios” (1986)
- „Corbii prada n-o împart” (1988)
- „Codrii” (1990)
- „În cosmos” (2013, scurtmetraj)
- „Colecția de arome” (2013, scurtmetraj)